# Unfederated Malay States

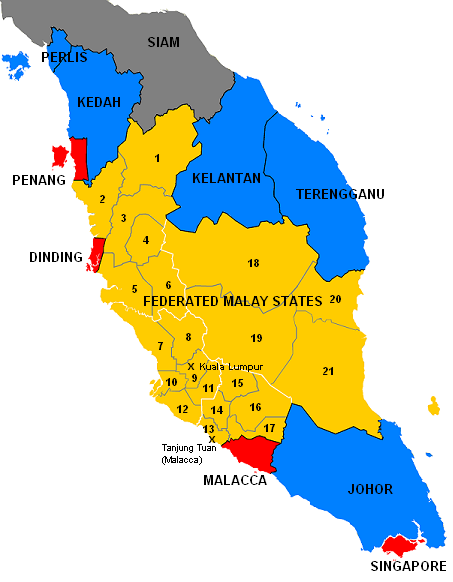
Die malaiische Halbinsel in der britischen Kolonialzeit. Die Unfederated States in blau, die Bezirke der Federated Malay States in gelb. Straits Settlements in rot.

Die Native Malay States, offiziell Unfederated Malay States genannt, mit rund 63.400 km², waren eine administrative Gruppierung von fünf Sultanaten als Teil des britischen Weltreiches auf der malaiischen Halbinsel. Die vier nördlichen Sultanate, an denen die Briten schon im späten 19. Jahrhundert Interesse gezeigt hatten, wurden 1909 endgültig von Siam erworben. Dazu kam noch das im Süden liegende Johor. Zur Kolonialzeit wurden sie als „halb-unabhängig“ bezeichnet. Zusammen mit den anderen Teilen von British Malaya, den Straits Settlements und den vier Federated Malay States, wurden sie 1946 zur Malaiischen Union zusammengefasst.

## Geschichte
Das Sultanat Johor (23.200 km²; 1911: 180.412 Einwohner) war im 18. Jahrhundert eines der mächtigsten Inselindiens, mit Besitzungen auch auf Sumatra. Durch Thronstreitigkeiten verfiel es immer mehr. 1877 installierten die Briten eine neue, ihnen geneigte Dynastie. Der eigentliche Protektoratsvertrag wurde erst 1914 geschlossen. Kelantan (14.200 km², 1911: 286.751 Einwohner), Kedah (9800 km², 1911: 245.986 E.), Trengganu (15.500 km², 1911: 154.073 E.) und Perlis (810 km², 1911: 32.746 E.) hatten bis 1909 den König von Siam als Oberherren anerkannt. Dabei handelte es sich um relativ lockeres Vasallenverhältnis, das Tributzahlungen erforderte, aber wenig Einmischung brachte.
Das Gebiet kam im Pazifikkrieg während des Zweiten Weltkrieges zwischen Dezember 1941 und Oktober 1945 unter japanische Militärverwaltung. Kedah, Perlis, Kelantan und Terengganu wurden im Oktober 1943 an Thailand zurückgegeben, was nach Kriegsende von den Briten wieder rückgängig gemacht wurde. Im Mai 1945 kam es zu kommunalistischen Ausschreitungen von Malaien unter der Führung von Pengulu Salleh gegen Chinesen in Johor. Nach dem Zweiten Weltkrieg legte Harold MacMichael den Sultanen neue Verträge vor, ihre Staaten wurden 1946 Teil der Malaiischen Union, aus der später der Malaiische Bund hervorging.

### Kolonialverwaltung
Der Unterschied zwischen dem Umfang der Kontrolle der Herrscher zwischen den Federated und den Unfederated States war allenfalls ein theoretischer. Die an die Höfe abgestellten „Berater“ hießen nicht Residenten, sondern General Adviser, sie hatten jedoch die gleichen Befugnisse. Auch als noch siamesische Oberhoheit bestand, hatte es in Kelantan (seit 1903) und Trengganu (1904) solche Berater gegeben. Die weißen Beamten auf Distriktebene waren ebenfalls Angehörige des Malaya Civil Service (MCS). Ebenso unter ausschließlicher Kontrolle der Kolonialherren waren Post und Eisenbahn. An oberster Stelle stand der Hohe Kommissar, eine Position, die immer vom Gouverneur der Straits Settlements in Personalunion ausgeübt wurde.
Das hier praktizierte Modell der indirect rule (indirekten Herrschaft) diente Harold Ingrams als Vorbild für die aufzubauende Verwaltung im südarabischen Sultanat von Shihr und Mukalla.

## Wirtschaft
Im Gegensatz zu den Federated Malay States waren die Gebiete zur Jahrhundertwende größtenteils noch dünn besiedelt und von Wäldern bedeckt. Die Gummiplantagenwirtschaft begann erst im Boomjahr 1909/10, damit nahm auch der chinesische Bevölkerungsanteil im Norden zu (1921: 15,4 %). Reis wurde für den Eigenbedarf gezogen.
Die Staaten wurden bei der wirtschaftlichen Entwicklung gnadenlos übervorteilt. Die Duff Developement Co. z. B. hatte 1903 die Plantagen-Konzession für knapp 6500 km² erhalten, unter dem revidierten Vertrag 1912 tauschte sie ein Fünftel der Gebiete gegen andere aus. Man klagte gegen den Sultan 1920 auf £ 1 Mio. Schadensersatz, da kein Bahnanschluss eingerichtet worden war. Nach sechs Jahren entschieden britische Richter, dass die Firma £ 378000 bekommen solle. Dem Sultan wurde nahegelegt er möge „sich doch ein bisschen unbeliebt machen und die Steuern erhöhen“ um die horrenden Verfahrenskosten zu bezahlen.
Die landwirtschaftlichen Produkte wurden im Norden meist über Penang und Kelantan exportiert. Letzteres produzierte vor allem Vieh, Betelnüsse und Kopra. Aus Tringganu kamen Zinn, Kopra und Trockenfisch. Johor, das neben Gummi auch viel Gambir, Pfeffer, Tapioka, Sago, Betel- und Kokosnüsse produzierte, wickelte seine Geschäfte über Singapur ab.
Nach seiner Stabilisierung 1906 wurde der Straits-Dollar das allgemein übliche Zahlungsmittel. Die von den einzelnen Herrschern verausgabten Kleingeldsorten kamen bis 1912 außer Gebrauch.